# 台湾常见外来物种
外來種指原來在當地沒有自然分布，經由人為無意或有意引進的物種。在台湾常见的外来物种有：

## 動物

### 節肢動物門
- 美國螯蝦原產於中美洲
- 紅火蟻原產於南美洲
- 熱帶火蟻原產於中美洲和南美洲
- 長足捷蟻原產可能在西非
- 雙色虎頭蜂原產於亞洲大陸
- 荔枝椿象

### 軟體動物門
- 福壽螺原產於南美洲，引種作為食用
- 非洲大蝸牛原產於非洲

### 脊索動物門
- 犬因為人類引入飼養，但部分個體因故流至野外成為流浪狗
- 貓因為人類引入飼養，但部分個體因故流至野外成為流浪貓

#### 輻鰭魚綱
- 吳郭魚原產於非洲，食用
- 大肚魚原產於北美洲
- 琵琶鼠魚原產於南美洲

#### 兩生綱
- 牛蛙原產於北美洲
- 斑腿樹蛙
- 蠑螈原產於貴州、雲南
- 亞洲錦蛙

#### 爬蟲及鳥綱
- 紅耳龜原產於北美洲，因寵物需求引入
- 白腰鵲鴝原產於中國西南部印度、東南亞及馬來半島，其中包括數個禽流感疫區國，例如中國、越南、泰國及印尼
- 白尾八哥
- 家八哥
- 綠鬣蜥，因寵物需求引入，原產於中美洲的墨西哥至巴拉圭間、南美洲、加勒比海及佛羅里達等地
- 埃及聖䴉
- 綠水龍因寵物需求引入
- 沙氏變色蜥

## 植物

### 裸子植物
- 柳杉，因林業需求自日本引入

### 被子植物
- 水仙原產於非洲
- 銀合歡原產於中美洲
- 馬櫻丹原產於南美洲
- 布袋蓮原產於南美洲
- 吉野櫻(日本)，因園藝觀賞引種

#### 菊科
- 西洋蒲公英原產於歐洲
- 天人菊原產於北美洲
- 豬草原產於北美洲
- 向日葵原產於中美洲
- 銀膠菊原產於南美洲
- 小花蔓澤蘭原產於南美洲
- 大花咸豐草
- 昭和草，因山區游擊戰需求自日本引入